# Popolasca
Popolasca település Franciaországban, Haute-Corse megyében. Lakosainak száma 42 fő (2022. január 1.). Popolasca Moltifao, Castiglione, Piedigriggio és Prato-di-Giovellina községekkel határos.

## Népesség
A település népességének változása:
| Lakosok száma | 59   | 39   | 31   | 46   | 50   | 50   | 45   | 42   | 42   | 42   |
|               | 1968 | 1982 | 1990 | 2006 | 2013 | 2015 | 2017 | 2019 | 2020 | 2022 |